# 不滅の李舜臣
『不滅の李舜臣』（ふめつのイ・スンシン、朝: 불멸의이순신）は、韓国放送公社にて、2004年9月4日から2005年8月28日まで放送された全106話の韓国の時代劇である。

## キャスト

### 主要人物
李舜臣（り しゅんしん、イ・スンシン）：キム・ミョンミン（少年時代：ユ・スンホ）
元均（げん きん、ウォン・ギュン）：チェ・ジェソン（少年時代：キム・ハクチュン）
柳成龍（りゅう せいりゅう、リュ・ソンニョン）：イ・ジェリョン（少年時代：オ・スンユン）

### 朝鮮

#### 国王・王族
明宗 (朝鮮王)（めいそう、ミョンジョン）：ホン・リュニ
宣祖（せんそ、ソンジョ）：チェ・チョロ、チョ・ミンギ
光海君（こうかいくん、クァンヘグン）：イ・ジュン
懿仁王后（いじんおうごう、ウィインおうごう）：ファン・ミソン
仁順王后（じんじゅんおうごう、インスンおうごう）：イ・カニ

#### 全羅左水営
クォン・ジュン（権俊）：パク・チャナン
全羅左水営に属する“順天府使”。全羅左水営に赴任したイ・スンシンの一番の理解者であり、彼の右腕的存在となる。
チョン・ウン（鄭運）：アン・スンフン
全羅左水営に属する“鹿島萬戸”。勇猛果敢で直情的な性格であり、従来の方針を否定するイ・スンシンとたびたび衝突する。戦時でも、玉浦海戦においてイ・スンシンの軍令を無視したりした。だが、次第にイ・スンシンの考えに理解を示すようになる。釜山浦海戦で、ウォン・ギュンの船を救おうとして、追撃する日本軍に立ち向かう。そして日本軍の砲弾が自船に落ちると、身を挺して砲弾に覆いかぶさり爆死する。
イ・スンシン(李純信)：チョン・ヒョン
全羅左水営に属する“防踏僉使”。イ・スンシンとは漢字は違うが同姓同名。イ・スンシンの強引なやり方や既存の秩序を無視した人事に激しく抵抗する。いつしか、イ・スンシンの忠実な配下となる。
シン・ホ(申浩)：チョン・ジンガク
キム・ワン(金浣)：パク・チョルミン
オ・ヨンダム(魚泳潭)：キム・ジンテ
ソン・ヒリプ(宋希立)：キム・ミョングク
ナ・デヨン(羅大用)：ユン・ギウォン
チョ・スチャン：キム・ホンピョ

#### 全羅右水営
イ・オッキ(李億祺)：チェ・ソンジュン
ファン・セドゥク(黄世得)：ソン・グムシク

#### 慶尚右水営
キ・ヒョグン(奇孝謹)：キム・ギボク
ウ・チジョク(禹致積)：イ・ジェポ

#### その他
- イ・チョンス：キム・ギュチョル
- パン・ユナ：チェ・ユジョン
- イ・ジョン（李貞）：パク・チョロ
- イ・ミョン：キム・ヨンジュン
- ピョン（卞）氏：チョン・エリ
- イ・ヨシン（李尭臣）：ハン・ボミ
- イ・ワン（李莞）：アン・ホンジン
- パン・シン（方震）：キム・ドンヒョン
- パク・ミジン/チュヒ：キム・ギュリ
- ナムグン・ドゥ（南宮斗）：チョ・ギョンファン
- ソ・ウヌ：ソン・ジョンボム
- ナルパル：イ・ハンガル
- チョン・ムジク：イ・ハヌィ
- ハン・ホ（韓濩）：パク・トンビン
- チョンヒャン：チョン・イェソ
- ホンイ：アン・ヨノン
- チャンピョン：チョ・ジェワン
- ソンテク：パク・ウン
- ソン・ビョンテク：ユン・ギウォン
- ポルム：キム・ソイ
- インビンキムシ(仁嬪金氏)：キム・ミラ
- ユン・ファンシ：キ・ジュボン
- チュ・テムン：ヨン・ギュジン
- ユン・ドゥス（尹斗壽）：チョン・ドンファン
- ユン・グンス（尹根壽）：イ・ウォンバル
- チョン・ヨリプ（鄭汝立）：アン・ネサン
- チョン・オンシン（鄭彦信）：イ・シンジェ
- チョン・チョル（鄭澈）：アン・デヨン
- イ・サネ（李山海）：キム・ジンモ
- チョン・タク（鄭琢）：イム・ヒョクチュ
- イ・ドッキョン（李徳馨）：ファン・ジュヌク
- イ・ハンボク（李恒福）：パク・ピョンソン
- キム・ソンイル（金誠一）：クォン・ヒョゴ
- ファン・ユンギル（黄允吉）：イム・ビョンギ
- イ・ウォニク（李元翼）：ユン・ドギョン
- チャン・ウォン：キム・グァンヨン
- オ・ヒョン（呉亨）：イム・デホ
- イ・ギョンノク（李慶祿）：メン・ホリム

### 女真
- ウウルギネ（于乙其乃）：ユン・ヨンヒョン
- マッニウンゲ：ソン・ドンヒョク

### 日本
- 豊臣秀吉：イ・ヒョジョン
- 加藤清正：イ・ジョンユン
- 小西行長：チョン・スンホ
- 脇坂安治：キム・ミョンス
- 宗義智：ファン・ジュノン
- 島津義弘：ユ・スンボン
- 藤堂高虎：チェ・ドンジュン
- 織田信長：パク・ヨンノク
- 徳川家康：チョン・イルボム
- 来島通之：ユ・ビョンジュン
- 西笑承兌：キム・ジョンギル
- 景轍玄蘇：イ・ギョンヨン
- 千利休：チョン・ウク
- 淀君：キム・ヘジン
- 小早川隆景：キム・シウォン
- 九鬼嘉隆：ソ・ヨンジン
- 細川忠興（長岡忠興）：シン・ドンフン
- 要時羅：イ・ボンギュ

### 明
- 万暦帝：チャン・タイソン
- 陳璘：キム・ハギュン
- 沈惟敬：イ・ウォンジェ
- 鄧子龍：ハム・ソックン
- 劉綎：ソン・ホギュン
- 林世禄：チェ・ボモ

## スタッフ
- 原作：金薫（キム・フン）著、蓮池薫訳「孤将」（新潮社刊）
- 演出：イ・ソンジュ、ハン・ジュンソ
- 脚本：ユン・ソンジュ、パク・ヨンスクほか

## 受賞
- 2004年「第4回KBS右言語賞」（キム・ミョンミン）
- 2005年「第41回 百想芸術大賞 ベストTVディレクター」（イ・ソンジュ）
- 2005年「第18回グリメエ賞 主演男優賞」（キム・ミョンミン）
- 2005年「KBS演技大賞 最優秀助演男優賞」（パク・チョルミン）
- 2005年「KBS演技大賞 大賞」（キム・ミョンミン）
- 2006年「第18回韓国プロデューサー賞 ベストパフォーマー」（キム・ミョンミン）
- 2006年「第33回韓国放送賞 最優秀テレビ俳優」（キム・ミョンミン）

## その他
- 作中での日本軍の本陣は、史実の肥前名護屋ではなく尾張名古屋にある。作中での航路図も、尾張から長躯航海しての上陸となっている。
- 本編スタート時の1〜5話と終了までの100〜104話は、日本軍との戦いの場面が主でほぼ同一のシーンであるが、当時朝鮮国王であったソンジョ（宣祖）役の俳優のみが、スタート時のチョ・ミンギから、チェ・チョロに変更となっている。
- 最終話は104話であり、105話・106話は総集編となっている。